# Samos: Oros Ampelos (Karvounis)
Samos: Oros Ampelos (Karvounis) este o arie protejată (arie specială de conservare — SAC, sit de importanță comunitară — SCI) din Grecia întinsă pe o suprafață de 4.896,61 ha, integral pe uscat.

## Localizare
Centrul sitului Samos: Oros Ampelos (Karvounis) este situat la coordonatele 37°45′26″N 26°48′58″E / 37.757288°N 26.816025°E.

## Înființare
Situl Samos: Oros Ampelos (Karvounis) a fost declarat sit de importanță comunitară în august 1996 pentru a proteja 1 specie de animale. Situl a fost protejat și ca arie specială de conservare în martie 2011.

## Biodiversitate
Situată în ecoregiunea mediteraneană, aria protejată conține 6 habitate naturale: Lande oro-mediteraneene cu formațiuni endemice de grozamă, Sarcopoterium spinosum phryganas, Pante stâncoase calcaroase cu vegetație casmofită, Păduri de Platanus orientalis și Liquidambar orientalis (Platanion orientalis), Păduri de pin (sub-) mediteraneene cu pini negri endemici, Păduri de pin mediteraneene cu pini mezogeni endemici.
La baza desemnării sitului se află o specie protejată de  nevertebrate: Euplagia quadripunctaria
Pe lângă speciile protejate, pe teritoriul sitului au mai fost identificate 24 de specii de plante, 3 specii de mamifere.